# Isonychus vittiger
Isonychus vittiger är en skalbaggsart som beskrevs av Blanchard 1850. Isonychus vittiger ingår i släktet Isonychus och familjen Melolonthidae. Inga underarter finns listade i Catalogue of Life.